# Jak upolować faceta (film)
Jak upolować faceta (ang. One for the Money) – amerykańska komedia kryminalna z 2012 roku w reżyserii Julie Anne Robinson. Film nakręcono na podstawie powieści Janet Evanovich pod tym samym tytułem, która została wydana w 1994 roku.

## Fabuła
Stephanie Plum (Katherine Heigl) jest pewną siebie, dumną dziewczyną z New Jersey. Ostatnio jednak wpadła w lekki kryzys finansowy – od sześciu miesięcy na horyzoncie nie pojawiła się żadna ciekawa propozycja pracy. Ponadto zajęto jej samochód za długi.
Stephanie zwraca się z prośbą o pomoc do swojego kuzyna, Vinny'ego (Patrick Fischler), właściciela firmy zajmującej się ściganiem zbiegłych przestępców. Stephanie ma zostać tajnym agentem, a jej pierwsze zlecenie dotyczy namierzenia Joe Morelliego (Jason O’Mara), byłego policjanta podejrzanego o morderstwo.
Stephanie rusza do akcji jedynie z gazem pieprzowym w ręce, co szybko okazuje się niewystarczające. Musi nauczyć się posługiwać prawdziwą bronią. Odkrywa też, że Morelli to facet, który złamał jej serce w liceum, czego do dzisiaj mu nie wybaczyła. To motywuje ją jeszcze bardziej do wykonania zlecenia.
Zemsta może być słodka, jednak w trakcie śledztwa Stephanie odkrywa, że nie wszystko jest tym, czym się wydaje, a podróż przez mroczne zakątki miasta staje się niebezpieczną, ale i niezwykle pouczającą przygodą.

## Obsada
- Katherine Heigl jako Stephanie Plum
- Jason O’Mara jako Joe Morelli
- Sherri Shepherd jako Lula
- Debbie Reynolds jako babcia Mazur
- Daniel Sunjata jako Ricardo Carlos Manoso
- Patrick Fischler jako Vinnie Plum
- John Leguizamo jako Jimmy Alpha
- Ana Reeder jako Connie Rossoli
- Gavin-Keith Umeh jako Benito Ramirez
- Ryan Michelle Bathe jako Jackie
- Nate Mooney jako Eddie Gazarra
- Annie Parisse jako Mary Lou

i inni